# The Kroisos
The Kroisos ist eine finnische Rockband. Die Bandmitglieder waren oder sind alle professionelle Wintersportler und begannen noch als Sportler eine Musikerkarriere. Die aktuellen Mitglieder, Ville Kantee (Gesang, Gitarre), Jussi Hautamäki (Bass), Olli Happonen (Schlagzeug) und Jarkko Saapunki (Gitarre) fanden sich über den Skisprungsport zusammen, 2009 stieß der Nordische Kombinierer Anssi Koivuranta zur Band.

## Geschichte

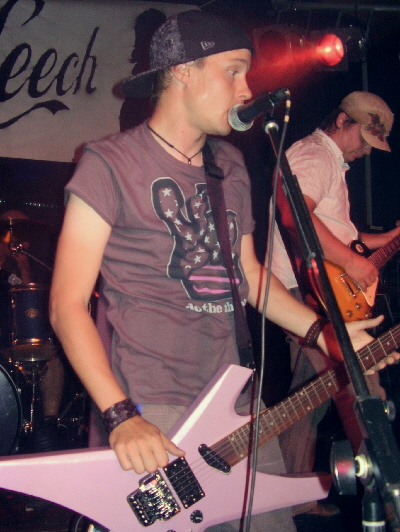
Live: The Kroisos nach dem Skisprung-Sommergrandprix 2008 in Kirchzarten

Die musikbegeisterten Skispringer Ville Kantee (Gesang, Gitarre) und Jarkko Saapunki (Gitarre, Bass) – damals beide im A-Kader der finnischen Skisprungnationalmannschaft – fanden sich 1992 auf Anregung des Nationaltrainers Mika Kojonkoski zusammen und gründeten eine Band, die Jumping Twins, die bei Skisprungveranstaltungen spielen sollte. Ihr Mannschaftskollege Olli Happonen kam  1996 als Schlagzeuger dazu. So organisierte Kojonkoski 1995 und 1997 je einen Auftritt bei einer Gala während des Weltcups in Kuopio. Beim Auftritt 1997 standen der österreichische Springer Andreas Felder und der deutsche Hansjörg Jäkle als Gäste auf der Bühne.
Anlässlich der Aufnahme der ersten Single 1997 Ihanasti hukassa (deutsch: wunderbar verloren) änderte die Band ihren Namen in Kroisos. Kurzzeitig verließ Saapunki die Band, um sich auf seine Trainertätigkeit zu konzentrieren, kehrte aber nach einem einjährigen Japanaufenthalt zurück. Er spielte Gitarre, zeichnete als Texter und Komponist verantwortlich und begann auch, das Management für die Band zu übernehmen. Bei einem gemeinsamen Auftritt im Jahre 1999 mit einer Band der finnischen Nordisch Kombinierten, die sich Näköispatsas (deutsch: Statue) nannten, beschlossen die Musiker, künftig gemeinsam in einer Band unter dem Namen Vieraileva Tähti aufzutreten. Die Besetzung war ab diesem Zeitpunkt Ville Kantee, Antti Kuisma (Gesang, akust. Gitarre), Samppa Lajunen (Sologitarre), Jussi Hautamäki (Bass), Kimmo Korhola (Keyboard) und Schlagzeuger Olli Happonen. Die Band wurde von da an komplett von Jarkko Saapunki gemanagt, der der Gruppe zu regelmäßigen Auftritten bei Skisprung- und Weltcupveranstaltungen verhalf, Vieraileva Tähti konnte als Hausband des nordischen Skisports bezeichnet werden.
Für die Nordischen Skiweltmeisterschaften 2001 in Lahti komponierte Saapunki Sinivalkoiset taistelee (deutsch: die Blau-Weißen kämpfen), die Erkennungsmelodie der Weltmeisterschaft. Der Song wurde in der Folge bei Weltcup-Veranstaltungen zum sogenannten „Einspieler“ für die finnischen Skispringer, dem Lied, das für sie bei der Wettkampferöffnung gespielt wird.
Im Sommer 2004 stiegen Kuisma, Lajunen und Korhola aus der Band aus. Ville Kantee, Jussi Hautamäki und Olli Happonen wollten als professionelle Musiker weitermachen. So hieß die Band ab Sommer 2004 wieder The Kroisos, Saapunki kehrte als Gitarrist aktiv zur Band zurück. In dieser Besetzung spielte die Band nicht mehr nur bei Sportereignissen, sondern trat in Finnland auch in Clubs und bei Veranstaltungen auf. Eine weitere Single, Everyday is like Monday aus der EP Don’t Bury Me Alive, erschien 2005 und wurde in Finnland ein Hit. Der Titel fand auch international so viel Beachtung, dass auf Anfrage von Eurosport Watts ein Video dazu produziert wurde, der Song ist nach wie vor bei finnischen Radiosendern im Programm.
Nachdem im Rahmen der Weltcups in Kuopio 2007 und 2008 erfolgreiche Auftritte zusammen mit der finnischen Skisprunglegende Matti Nykänen die Popularität weiter steigerten, folgten im Frühjahr 2008 die ersten internationalen Auftritte mit einer kleinen Tour (The Kroisos Springtour 2008) mit Konzerten in Lahti, Würzburg und Frankfurt. Auch für 2009 spielten sie Konzerte im Rahmen einer Tour durch Deutschland und Polen. Im Sommer spielten sie zudem ein Auftritt beim Simerock-Festival im finnischen Rovaniemi, wo die Band erstmals von Anssi Koivuranta an der Gitarre unterstützt wurde. Im Sommer 2010 wurde dieser dann als neuer Rhythmusgitarrist der Band bekannt gegeben.
The Kroisos arbeiten nun mit dem „Osasto-A“- Label zusammen.

## Stil
Der Stil der Band ist vorwiegend Rock, Kroisos selbst bezeichnen ihren Musikstil als „Craprock“. Anfänglich spielten The Kroisos bei ihren Auftritten neben wenigen eigenen Stücken vorwiegend Coverversionen bekannter Interpreten. Im Laufe der Zeit haben Kantee, Kuisma, Lajunen, Korhola und Saapunki aber viele eigene Stücke komponiert, so dass im Konzertprogramm überwiegend eigene Lieder gespielt werden. In den ersten Jahren sang Kantee vorwiegend auf Finnisch, die heutigen Lieder sind jedoch ausschließlich in englischer Sprache verfasst und werden von Kantee und Saapunki geschrieben.

## Diskografie

### Alben
- Panda Eyes, Erscheinungstermin 20. Mai 2009

### Singles
- Meillä kaikilla on Taikamme
- Ihanasti hukassa
- EP Kaksinaamainen (als Näköispatsas)
- Sinivalkoiset taistelee
- EP Don’t Bury Me Alive
- Everyday Is Like Monday
- Someone to Hold On (8. März 2009)
- N.L.C.